# Nostera
Genre
Nostera est un genre d'araignées aranéomorphes de la famille des Zodariidae.

## Distribution
Les espèces de ce genre sont endémiques d'Australie. Elles se rencontrent au Queensland et en Nouvelle-Galles du Sud.

## Liste des espèces
Selon World Spider Catalog (version 18.0, 27/01/2017) :
- Nostera geoffgarretti Baehr & Jocqué, 2017
- Nostera lynx Jocqué, 1991
- Nostera spinata Baehr & Jocqué, 2017
- Nostera trifurcata Baehr & Jocqué, 2017

## Publication originale
- Jocqué, 1991 : A generic revision of the spider family Zodariidae (Araneae). Bulletin of the American Museum of Natural History, no 201, p. 1-160 (texte intégral).